# Finalmente l'alba
Pour plus de détails, voir Fiche technique et Distribution.
Finalmente l'alba est un film italien réalisé par Saverio Costanzo, sorti en 2023.

## Fiche technique
Sauf indication contraire, les informations mentionnées dans cette section peuvent être confirmées par la base de données cinématographiques IMDb,  présente dans la section « Liens externes ».
- Titre original : Finalmente l'alba
- Réalisation et scénario : Saverio Costanzo
- Direction artistique : Romolo Pompa
- Photographie : Sayombhu Mukdeeprom
- Pays d'origine : Italie
- Format : Couleurs - 2,39:1 - Dolby Digital
- Genre : drame, historique
- Durée : 140 minutes
- Dates de sortie :
  - Italie : 1er septembre 2023 (Mostra de Venise 2023), 14 février 2024 (sortie nationale)

## Distribution
- Lily James : Josephine Esperanto
- Willem Dafoe : Rufus Priori
- Rebecca Antonaci : Mimosa
- Joe Keery : Sean Lockwood
- Rachel Sennott : Nan Roth
- Alba Rohrwacher : Alida Valli

## Distinction

### Sélection
- Mostra de Venise 2023 : en compétition officielle[1]